# پرندگان خشمگین: آبی‌ها
پرندگان خشمگین آبی‌ها (به انگلیسی: Angry Birds Blues) یک مجموعه تلویزیونی انیمیشن کامپیوتری فنلاندی است. انیمیشنی که به همان سبک فیلم ساخته شده است، توسط راویو انترتینمنت و شرکت‌های تابعه‌اش تولید و توسط باردل انترتینمنت توزیع شده است. این سریال برای اولین بار در ۱۰ مارس سال ۲۰۱۷ در شبکهٔ تونز تی‌.وی پخش شد.